# Salawat Julajew Ufa
Salawat Julajew Ufa (russisch Салават Юлаев Уфа) ist ein 1957 gegründeter Eishockeyclub in der russischen Stadt Ufa. Die Mannschaft spielt in der Kontinentalen Hockey-Liga und trägt ihre Heimspiele in der 2007 eröffneten Ufa-Arena aus, die eine Kapazität von 8.500 Besuchern hat. Die Vereinsfarben sind weiß, grün und blau. Früher wurden die Spiele im Sportpalast Ufa ausgetragen, der nur 4.200 Zuschauern Platz bot.

## Geschichte
Das Team wurde 1957 unter dem Namen Trud Ufa gegründet, ehe nach nur zwei Jahren die Umbenennung in Gastello Ufa erfolgte. Seit 1962 ist die Mannschaft nach Salawat Julajew, einem baschkirischen Freiheitskämpfer, Dichter und Nationalhelden benannt.
Ufa konnte in den Jahren 1978, 1980, 1982, 1985 und 1992 insgesamt fünf Mal den Meistertitel der zweiten Spielklasse gewinnen. Nach dem letztmaligen Gewinn etablierte sich die Mannschaft in der Internationalen Hockey-Liga. 1994 konnte sie den erstmals ausgetragenen IIHF Federation Cup erringen. Ab 1996 spielte sie ohne Unterbrechung bis 2008 in der Superliga, die durch die Einführung der Kontinentalen Hockey-Liga aufgelöst wurde. Im April 2008 wurde der Verein zum ersten Mal russischer Eishockeymeister, als er das entscheidende fünfte Spiel der Best-of-Five-Serie gegen Lokomotive Jaroslawl gewann. In der Saison 2008/09 scheiterte das Team im Achtelfinale als Vorrundensieger am HK Awangard Omsk, der als sechzehnte Mannschaft sich am letzten Spieltag für die Play-offs qualifizierte. In der Spielzeit 2009/10 erwies sich das Team aus Baschkortostan mit dem neu verpflichteten Cheftrainer Slawa Bykow erneut als die beste Mannschaft der Vorrunde und gewann somit den Kontinental-Pokal. Im Play-off-Halbfinale war der benachbarte Verein Ak Bars Kasan nach der Serie, die über sechs Partien ging, die stärkere Mannschaft.
In der Saison 2010/11 gewann die Mannschaft erstmals den Gagarin-Pokal nach vier Siegen in der Finalserie gegen Atlant Mytischtschi. In der regulären Saison hatte mit Alexander Radulow erstmals ein Spieler des Teams die Saison als bester Scorer beendet und mit 80 Punkten einen neuen Rekord in der KHL erreicht.
Zudem nahm Ufa am Spengler Cup 2007 in Davos teil und erreichte hinter dem Team Canada den zweiten Platz. 2012 nahm Salawat zum zweiten Mal am Spengler Cup teil.

## Erfolge
- Gagarin-Pokal (1): 2011
- Gewinn der KHL-Hauptrunde (Kontinental-Pokal) (2): 2009, 2010
- Meister der Superliga (1): 2008
- Gewinn der Superliga-Hauptrunde (1): 2008
- Gewinn des IIHF Federation Cup (1): 1995
- 2. Platz IIHF Continental Cup (1): 1997
- Meister der Perwaja Liga (5): 1978, 1980, 1982, 1985, 1992
- 2. Platz Spengler Cup (2): 2007, 2014

## Trainer
- Wladimir Iwanowitsch Schtyrkow (1961–1963)[1]
- Juri Pawlowitsch Subbotin (1963–1968)
- Wladimir Petrowitsch Karawdin (1968–1975)
- Waleri Alexandrowitsch Nikitin (1975–1979)
- Marat Mustafijewitsch Asamatow (1979–1983)
- Wiktor Nikolajewitsch Sadomow (1983–1987)
- Sergei Michailowitsch Michalew (1987–1990)
- Marat Mustafijewitsch Asamatow (1990–1991)
- Wladimir Wiktorowitsch Bykow (1991–1992)
- Rafael Gasirowitsch Ischmatow (1992–1999)
- Wladimir Wiktorowitsch Bykow (1999–2000)
- Leonid Pawlowitsch Makarow (2000)
- Sergei Alexejewitsch Nikolajew (2000–2003)
- Rafael Gasirowitsch Ischmatow (2004–2005)
- Sergei Michailowitsch Michalew (2005–2009)
- Wjatscheslaw Arkadjewitsch Bykow (2009–2011)
- Sergei Michailowitsch Michalew (2011)
- Wener Rassirowitsch Safin (2011–2012)
- Wladimir Wladimirowitsch Jursinow junior (2012–2015)
- Anatoli Anatoljewitsch Jemelin (2015)
- Igor Wladimirowitsch Sacharkin (Okt. 2015–2017)
- Erkka Westerlund (seit 2017–2018)
- Nikolai Tsulygin (seit 2018)

## Bekannte ehemalige Spieler
- Martin Čech (2006)
- Leoš Čermák (2008–2009)
- Milan Hnilička (2007–2008)
- Kirill Kaprisow (2016–2017)
- Wjatscheslaw Koslow (2011)
- Igor Krawtschuk (1982–1987)
- Andrej Mesin (2005–2007)
- Nikolai Nikolajewitsch Prochorkin (2015–2016)
- Alexander Radulow (2008–2012)
- Alexei Semjonow (2006)
- Andrei Sjusin (1994–1997)
- Alexei Tereschtschenko (2007–2009)
- Andrei Wassilewski (2012–2014)